# Scottish Democratic Fascist Party
 (septembre 2019).
Le Scottish Democratic Fascist Party (SDFP) est un parti politique fasciste écossais, fondé en 1933 par William Weir Gilmour et le Major Hume Sleigh,,.

## Idéologie
Charte du parti:
- Indépendance absolue et autonomie gouvernementale pour l'Écosse
- Création d'un Commonwealth écossais
- Création d'un Parlement écossais basé sur une représentation industrielle
- Établissement d'un secrétariat permanent de l'empire et des colonies
- Interdiction de la migration irlandaise en Écosse
- Expulsion des ordres religieux catholiques et de leurs membres d'Écosse
- Abrogation de la loi de 1918 sur l'éducation (Écosse), qui autorisait les écoles catholiques à entrer dans le système étatique financé par les taux d'éducation.

## Relation avec laBritish Union of Fascists
Bien qu’il soit issu de la section écossaise du nouveau parti d’Oswald Mosley, le SDFP était en désaccord avec la British Union of Fascists de Mosley, en particulier sur la question du catholicisme. Contrairement au SDFP, la BUF acceptait les catholiques, qui représentaient un pourcentage élevé des membres de la BUF, particulièrement dans le nord de l'Angleterre. Cela a amené William Weir Gilmour à dénoncer le BUF comme étant « dirigé par des catholiques romains, organisé par des catholiques romains, dans l’intérêt des catholiques romains ». Gilmour a ensuite estimé que l'anticatholicisme virulent du SDFP pourrait avoir involontairement porté atteinte au fascisme en Écosse en retardant le recrutement de nouvelles recrues catholiques.